# Bill Brind
William (Bill) Brind (* 1933 in London; † 2023 auf Bowen Island) war ein britisch-kanadischer Filmproduzent und Filmeditor, der vor allem an Dokumentarfilmen mitwirkte.

## Leben
Bill Brind war der Sohn eines Hafenarbeiters und wuchs im Londoner East End auf. Mit 23 Jahren arbeitete er für BBC in London und lernte dort seine zukünftige Ehefrau kennen, eine aus Italien stammende Studentin. Um Erfahrungen als Filmemacher zu sammeln, ging er bald darauf für 18 Monate nach Kanada. Nach seiner Rückkehr heiratete er und trat eine Stelle als Filmeditor-Assistent bei BBC an. Später lebte er mit seiner Familie in Montreal, Beirut und Wien. Er erlangte die kanadische Staatsbürgerschaft.
Brinds Tätigkeit als Editor begann mit BBC-Serien wie Farming (1959) und Six Men (1965). In dieser Funktion arbeitete er danach unter anderem an der Dokumentation The Things I Cannot Change (1966) mit, die vom National Film Board of Canada (NFB) produziert wurde. Sporadisch agierte er auch als Filmemacher, der alle wesentlichen Tätigkeiten (Regie, Produktion, Schnitt) für einen Film übernahm. So drehte er 1967 für NFB einen achtminütigen Kurzfilm über die in Montreal stattfindende Expo 67. Ebenfalls eine NFB-Produktion von ihm ist Jack Rabbit (1975), eine knapp halbstündige Dokumentation, die den Skilangläufer Herman Smith-Johannsen porträtiert.
Hauptsächlich war Brind jedoch als Filmproduzent tätig. Seine erfolgreichste Produktion war der Dokumentarfilm High Grass Circus (1976). Darin wird in einer Mischung aus Komödie, Groteske und Sentimentalität ein Tag im Alltag des kanadischen Wanderzirkus Royal Brothers’ Circus dargestellt. Diese Arbeit brachte Brind bei der Oscarverleihung 1978 zusammen mit den Regisseuren Torben Schioler und Tony Ianzelo eine Nominierung in der Kategorie Bester Dokumentarfilm ein.
Mehrfach produzierte Brind Filme des Naturschützers Bill Mason, darunter Cry of the Wild (1972), In Search of the Bowhead Whale und Wolf Pack (beide 1974) sowie die unter anderem mit einem BAFTA Award ausgezeichnete Reihe Path of the Paddle (1977). Zuvor hatte Mason mit anderen Produzenten zusammengearbeitet, mit denen er jedoch häufig Auseinandersetzungen hatte. Dagegen sei sein Verhältnis zu Brind nach eigenen Angaben sehr gut gewesen, dieser habe seine gewünschte Arbeitsweise verstanden.
Zu Brinds weiteren Produktionen für NFB gehört die Dokumentation The Devil at Your Heels (1981) über den kanadischen Stuntman Ken Carter. Diese wurde mit einem Genie Award ausgezeichnet. Er arbeitete auch für CBC und die UN.
2014 veröffentlichte Brind bei Amazon die Autobiografie Not a Bad Life: All Things Considered sowie das Buch A Regular Job über das Filmemachen im Montreal der 1960er Jahre. Während seiner letzten Lebensjahre wohnte er auf der kanadischen Insel Bowen Island. 2023 starb er in seinem dortigen Zuhause. Er hinterließ seine Ehefrau, eine Tochter und einen Sohn.

## Filmografie (Auswahl)
- 1966: The Things I Cannot Change
- 1967: Impressions of Expo 67 (Kurzfilm)
- 1970: This Was the Time (Kurzfilm)
- 1972: Cry of the Wild
- 1974: In Search of the Bowhead Whale
- 1974: Wolf Pack
- 1975: Jack Rabbit (Kurzfilm)
- 1976: High Grass Circus
- 1977: Path of the Paddle (Kurzfilm-Serie)
- 1981: Tomorrow's Energy Today
- 1981: The Devil at Your Heels
- 1983: The Profession of Arms
- 1983: Anybody's Son Will Do
- 1983: The Deadly Game of Nations
- 1983: Keeping the Old Game Alive
- 1983: Notes on Nuclear Wars
- 1983: The Road to Total War
- 1985: The World Turned Upside Down (Kurzfilm)
- 1986: The Lonely Passion of Brian Moore
- 1987: First Journey, Fort William (Kurzfilm)
- 1988: Rendezvous Canada, 1606 (Kurzfilm)
- 1988: Al Purdy: A Sensitive Man
- 1993: The Rise and Fall of English Montreal